# Drew Pearce
Drew Pearce (24 agosto 1975) è uno sceneggiatore e produttore cinematografico statunitense.

## Carriera
Noto ai più principalmente per essere il creatore della multipremiata serie televisiva di supereroi in stile commediale No Heroics (2008-2009) trasmessa sulle reti britanniche da ITV2; Pearce in passato ha anche collaborato alla scrittura della sceneggiatura di 7 episodi della serie Lip Service (2006), dei quali è stato anche incaricato della produzione esecutiva. Nel maggio 2010 è stato incaricato di rimaneggiare la sceneggiatura scritta da Brian Vaughan del film supereroistico Runaways, ispirato all'omonimo titolo della Marvel Comics, poi trasformato in una serie televisiva senza il coinvolgimento dello stesso.

## Filmografia

### Sceneggiatore
- Lip Service (2006, serie televisiva: 7 episodi)
- The Musical Storytellers Ginger & Black (2007, corto)
- No Heroics (2008-09, serie televisiva: 6 episodi)
- No Heroics (2009)
- Iron Man 3, regia di Shane Black (2013)
- Mission: Impossible - Rogue Nation, regia di Christopher McQuarrie (2015)
- Hotel Artemis (2018)
- Fast & Furious - Hobbs & Shaw (Fast & Furious Presents: Hobbs & Shaw), regia di David Leitch (2019)
- The Fall Guy, regia di David Leitch (2024)

### Regista
- Viva il re (2014) - cortometraggio
- Hotel Artemis (2018)

### Produttore
- High Spirits with Shirley Ghostman (2005, serie televisiva: 8 episodi)
- Damage Control (2005, serie televisiva: 17 episodi)
- Lip Service (2006, serie televisiva: 7 episodi)
- The Musical Storytellers Ginger & Black (2007, corto)
- No Heroics (2008-09, serie televisiva: 6 episodi)
- No Heroics (2009)
- Hotel Artemis (2018)
- The Fall Guy, regia di David Leitch (2024)